# 比烏戈拉伊縣

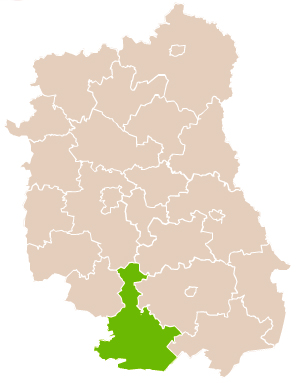

50°33′N 22°44′E / 50.550°N 22.733°E
比烏戈拉伊縣（波蘭語：Powiat biłgorajski），是波蘭的縣份，位於該國東部，由盧布林省負責管轄，首府設於比烏戈拉伊，面積1,678平方公里，2008年人口103,661，人口密度每平方公里62人。